# SOPHIE
SOPHIE (Spectrographe pour l'Observation des Phénomènes des Intérieurs stellaires et des Exoplanètes, in italiano "spettrografo per l'osservazione dei fenomeni degli interni stellari e degli esopianeti") è uno spettrografo di tipo echelle (a scala) ad alta risoluzione installato sul telescopio riflettore da 1.93 metri che è situato presso l' osservatorio dell'Alta Provenza, nel sud-est della Francia, Alpi dell'Alta Provenza.
Lo strumento, completamente automatizzato, è stato progettato per effettuare misurazione di astrosismologia e rilevamento di pianeti extrasolari con il metodo della velocità radiale. Basato sull'esperienza dello spettrografo ELODIE, del quale è successore, è operativo dall'autunno del 2006, dopo avere acquisito la prima luce in agosto su  51 Pegasi, stella usata spesso come riferimento per la verifica di nuovi strumenti.
Lo spettro elettromagnetico in ingresso proveniente dalla sorgente (l'oggetto celeste) viene sottoposto ad analisi nella gamma di lunghezze d'onda da 387,2  nm a 694,3 nm, comprendente quindi tutta la fascia della luce visibile, dalle prime tonalità del violetto a quelle centrali del rosso. Lo spettrografo è collegato a valle del fuoco Cassegrain,  tramite una coppia di canali di comunicazione a fibre ottiche che trasferiscono la luce dal telescopio allo spettrografo; i canali dei dati essendo indipendenti consentono contemporaneamente di disporre di due diverse risoluzioni, HE (High Efficiency) con una risoluzione minore ma un maggiore trasferimento di dati (throughput) nell'unità di tempo, utile per oggetti molto lontani quando il dettaglio non è una priorità; ed HR (High Resolution).